# Legg Mason Tennis Classic 2003
Legg Mason Tennis Classic 2003 — тенісний турнір, що проходив на кортах з твердим покриттям у місті Washington, D.C., USA з 28 липня . Належав до категорії ATP International Series.

## Фінальна частина

### Одиночний розряд
Тім Генман —  Фернандо Гонсалес 6–3, 6–4

### Парний розряд
Євген Кафельников /  Саргис Саргсян —  Кріс Гаггард /  Пол Генлі 7–5, 4–6, 6–2